# Front Espanyol d'Alliberament Nacional

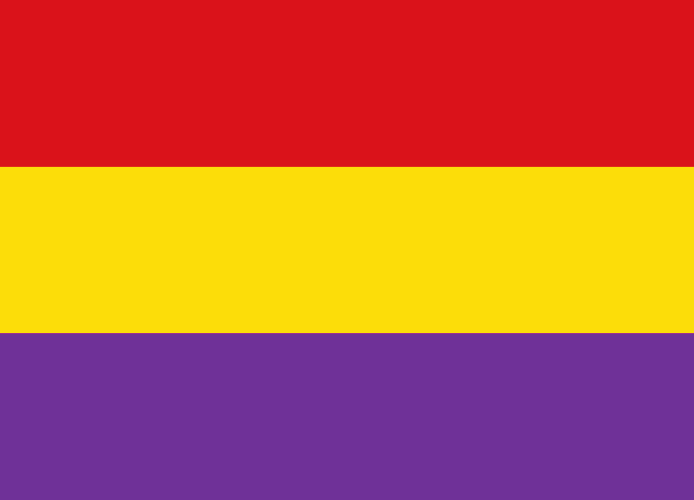
Bandera de la Segona República Espanyola utilitzada pel FELN

El Front Espanyol d'Alliberament Nacional (castellà: Frente Español de Liberación Nacional, abreujat FELN) fou una organització republicana espanyola fundada en 1963 per Julio Álvarez del Vayo amb l'objectiu de continuar la guerrilla antifranquista dels maquis. Els seus òrgans d'expressió varen ser F.E.L.N. i ¡Frente!.

## Història
Després de l'abandonament de la guerrilla per part del Partit Comunista d'Espanya, Álvarez del Vayo va crear el FELN amb alguns membres dissidents del PCE que tenian la visió de continuar la lluita armada contra el règim franquista.
Devant de la ferotge repressió de la policia espanyola i de la militarització de l'ordre public, el FELN va tindre molt poc èxit en la seva lluita contra el sistema franquista i gran part dels exiliats republicans espanyols veien els esforços de Álvarez del Vayo com a excessivament optimistes. El mes de juny del 1964 Andrés Ruiz Márquez, el "Coronel Montenegro", membre d'un comando del FELN, fou arrestat després d'una sèrie d'atemptats a Madrid. Posteriorment el Front Espanyol d'Alliberament Nacional va donar pocs signes d'activitat.
El FELN es va dissoldre en 1970 donant pas a la creació del FRAP, fundat també per Álvarez Del Vayo juntament amb un grup de membres del Partit Comunista d'Espanya (marxista-leninista) i de Vanguardia Socialista inspirats per la força de les manifestacions del Maig del 68 a França.